# Columbus (Teksas)
Columbus je grad u američkoj saveznoj državi Teksas. Prema popisu stanovništva iz 2010. u njemu je živjelo 3.655 stanovnika.